# Danzón No. 2
La Danzón No. 2 è una composizione orchestrale del compositore messicano Arturo Márquez. 
Insieme alla Sinfonía india di Carlos Chávez ed alla Sensemaya di Silvestre Revueltas, la Danzón n° 2 è uno dei brani orchestrali messicani più popolari e più frequentemente eseguiti tra le composizioni di musica classica contemporanea. È diventata molto popolare in tutto il mondo quando è stata inclusa da Gustavo Dudamel, direttore dell'Orquesta Sinfónica Simón Bolívar del Venezuela, nel programma del 2007 per il tour americano ed europeo.
Scritto per orchestra, il brano include assoli per clarinetto, oboe, pianoforte, violino, corno francese, tromba, flauto ed ottavino; grazie all'arrangiamento di Oliver Nickel, si è guadagnato un posto importante nella moderna letteratura delle orchestre da concerto. Questo brano è stato commissionato dalla Università nazionale autonoma del Messico, è stata eseguito la prima volta nel 1994 a Città del Messico dall'Orchestra Filarmonica dell’Università Nazionale Autonoma del Messico sotto la direzione di Francisco Savín. 
L'interesse ritmico per il brano viene mantenuto attraverso l'uso di accenti e di tempo variabili. Questo caposaldo della letteratura musicale messicana contemporanea, esprime e riflette lo stile di danza chiamato danzón, che ha le sue origini a Cuba ma è una parte molto importante del folclore dello stato messicano di Veracruz. La musica è stata ispirata da una visita in una sala da ballo a Veracruz.
Nel 2009, è stato realizzato un cortometraggio dal regista messicano Guillermo Ortiz Pichardo, utilizzando questo brano come dispositivo narrativo principale, in modo simile a Fantasia. È ambientato a Città del Messico negli anni '40, l'età d'oro del genere danzón, e lo stile è un omaggio al cinema messicano di quel periodo. Nel film è presente Arturo Márquez, in un cameo nel ruolo del pianista della sala da ballo. È stato presentato in anteprima all'8° Morelia Film Festival come parte della sua formazione ufficiale.
È stato incluso anche nella seconda stagione, episodio sei, di Mozart in the Jungle, del servizio di streaming Amazon Video. Un'orchestra giovanile, a Città del Messico, suona sotto la direzione di Rodrigo De Souza (un personaggio ispirato a Dudamel), un giovane direttore di talento ed ex membro della stessa orchestra giovanile.